# مارکونی (دهانه)
مارکونی یک دهانه برخوردی در ماه‌ است.

## دهانه‌های اقماری
این دهانه ۴ دهانه اقماری دارد.
| Marconi | عرض جغرافیایی | طول جغرافیایی | قطر          |
| ------- | ------------- | ------------- | ------------ |
| S       | ۱۰.۰° S       | ۱۴۳.۱° E      | ۱۴.۰ کیلومتر |
| H       | ۱۱.۰° S       | ۱۴۷.۵° E      | ۴۱.۰ کیلومتر |
| C       | ۸.۴° S        | ۱۴۶.۸° E      | ۹.۰ کیلومتر  |
| L       | ۱۱.۷° S       | ۱۴۵.۳° E      | ۳۸.۰ کیلومتر |